# 제로톱
원톱, 투톱 등 최전방 공격수를 두지 않는 전술이다. 이 제로톱(Zero-top) 전술에 기용되는 선수는 폴스 나인(False 9 가짜 공격수) 유형의 공격수이다. 가장 대표적인 선수로는 호베르투 피르미누, 리오넬 메시, 라힘 스털링 등이 있으며, 과거에는 마티아스 진델라, 미카엘 라우드루프, 프란체스코 토티가 있다.